# Castillo de Meydancık
El Castillo de Meydancık (en turco: Meydancık Kalesi) es el nombre de un castillo en ruinas en la provincia de Mersin, Turquía. El nombre original era Kirshu y el nombre de la ruina durante la época otomana fue Beydili Kale.
El castillo está justo al sur del distrito Gülnar de la provincia de Mersin. Está en una colina de 700 metros (2300 pies) al oeste de la carretera que une Gülnar y Aydincik. Los visitantes pueden llegar al castillo ya sea desde Gülnar por unos 11 kilómetros (6.8 millas) por una primera carretera o desde Aydincik por una distancia de 35 kilómetros (22 millas) a través de una segunda carretera.